# Jelani Alladin
Jelani Alladin (* 6. August 1992 in New York City) ist ein amerikanischer Schauspieler. 

## Leben und Karriere
Der Afroamerikaner Alladin wuchs in Brownsville im New Yorker Stadtteil Brooklyn auf. Er ging auf eine Highschool in New Canaan, Connecticut, wo er Leichtathletik und Lacrosse betrieb. Daneben spielte er in Musical-Produktionen der Highschool Hauptrollen wie den Kater mit Hut im Seussical und den Emcee im Cabaret. Er machte seinen Abschluss an der Tisch School of the Arts der New York University. Off-Broadway spielte er etwa als Cat Jones in Sweetee, in einem Revival von Don’t Bother Me, I Can’t Cope und als Hauptroll Pharus in Choir Boy von Tarell Alvin McCraney, für das er einen San Francisco Outer Critics Circle Award als Bester Hauptdarsteller in einem Stück erhielt.
2018 hatte er mit 25 Jahren sein Broadway-Debüt als erster Kristoff in der Premiere des Musicals Frozen. Als dieser ist er auf dem Broadway-Cast-Album mit zwei Solos vertreten und an vier weiteren Songs beteiligt. Darauf folgte eine weitere Adaption eines Disneyfilms. In der Premiere von Hercules gab er eine Woche lang die Titelrolle. Während Michael Grandage, Regisseur des Stücks Frozen das Casting für alle offen hielt, obwohl die Rolle Kristoff im Film weiß ist, wollte Lear deBessonet als Herkules, der erlebe, was es bedeutet, ein Held zu sein, bewusst einen Afroamerikaner.
Im Fernsehen hatte er Hauptrollen in The Walking Dead: World Beyond und Fellow Travelers.

## Theaterauftritte (Auswahl)
- 2016: Don't Bother Me I Can't Cope (Off-Broadway)
- 2017: Sweetee (Off-Broadway)
- 2018: Frozen (Broadway)
- 2018: Nassim (Off-Broadway)
- 2019: Hercules (Off-Broadway)

## Filmografie
- 2017: The Weirdos Next Door (1 Episode)
- 2017: I Didn’t Come Here to Make Love
- 2020: FBI (1 Episode)
- 2020: Law & Order: Special Victims Unit (1 Episode)
- 2020–2021: The Walking Dead: World Beyond (12 Episoden)
- 2021: Respect
- 2021: Tick, Tick… Boom!
- 2023: Fellow Travelers (8 Episoden)

## Auszeichnungen und Nominierungen
- 2015 San Francisco Outer Critics Circle Award: Auszeichnung als Bester Hauptdarsteller in einem Stück für Choir Boy[2]
- 2017 AUDELCO Award: nominiert als Beste männliche Darstellung in einem Musical für Sweetee[2]
- 2018 Drama Desk Award: nominiert als Herausragender Schauspieler in einem Musical für Frozen
- 2018 Drama League Award: nominiert für Herausragende Leistung in Frozen